# Chrysocharis stigmata
Chrysocharis stigmata är en stekelart som beskrevs av William Harris Ashmead 1894. Chrysocharis stigmata ingår i släktet Chrysocharis och familjen finglanssteklar. Inga underarter finns listade i Catalogue of Life.